# Król Hamlet
Król Hamlet – postać fikcyjna ze sztuki William Szekspira Hamlet, zamordowany król Danii, ojciec Hamleta, mąż Gertrudy, brat Klaudiusza
W dramacie występuje pod postacią Ducha. Przed akcją właściwą został bowiem otruty przez własnego brata. Jego Duch nie może zaznać spokoju i pragnie zemsty. W tym celu rozmawia z synem, który ma zabić swojego stryja. Zakazuje jednak mścić się na matce, obecnej żonie Klaudiusza.
W oczach syna jest ideałem, jednak daleko mu do tego miana. Z dzieła Szekspira wynika, że królowie Danii prowadzili bujne życie towarzyskie. Sam król przyznaje, że swoje życie będzie musiał odpokutować w piekle.